# District de Krishnagiri
Le district de Krishnagiri est un district de l'état du Tamil Nadu, dans le sud de l'Inde. Sa capitale est Krishnagiri.

## Géographie
La superficie du district est de  5 129 km2. Au recensement de 2011, il comptait 1 879 809 habitants.

## Économie
L'usine de fabrication du constructeur indien de deux-roues électriques Ola Electric est située à Pochampalli, dans le district de Krishnagiri.